# Niente panico
Niente panico è un singolo del rapper italiano Ghali, pubblicato l'11 ottobre 2024.

## Descrizione
Il brano, scritto dallo stesso rapper, è prodotto da Fabrizio Ferraguzzo, Michele Zocca, Lorenzo Bassotti, in arte Kiid e Francesco Turolla, in arte SadTurs. Racconta della malattia di Amel, la madre del rapper, a cui è stato diagnosticato il cancro per la terza volta. Proprio per queste ragioni il brano viene considerato un manifesto di resilienza.

## Video musicale
Il video musicale, diretto dai fratelli Damiano e Fabio D'Innocenzo, è stato pubblicato in concomitanza all'uscita del brano attraverso il canale YouTube del rapper.

## Tracce
Testi e musiche di Ghali Amdouni.
1. Niente panico – 3:01

## Classifiche
| Classifica (2024) | Posizione massima |
| ----------------- | ----------------- |
| Italia            | 14                |